# Наум Бърдаров
Наум Василев Бърдаров е български просветен деец и революционер, деец на Вътрешната македоно-одринска революционна организация.

## Биография
Наум Бърдаров е роден в Щип, тогава в Османската империя. Става учител и преподава в българското училище в Битоля. Същевременно развива революционна дейност като се присъединява към ВМОРО. По-късно емигрира в Свободна България и се установява в София, където отваря фотографско ателие.